# Sea Cloud II
Le Sea Cloud II est un trois-mâts barque moderne, à coque acier, construit en 2001 dans les chantiers navals de l’Astilleros Gondán  à Castropol (Asturies), Puerto de Figueras, en Espagne.
Ce luxueux voilier de croisière est la propriété de la branche maritime de la holding Hansa Treuhand et géré par la Sea Cloud Cruises GmbH. Il a pris le nom de Sea Cloud II en raison de sa sœur d'armement le Sea Cloud, un quatre-mâts barque lancé en 1935.

## Histoire

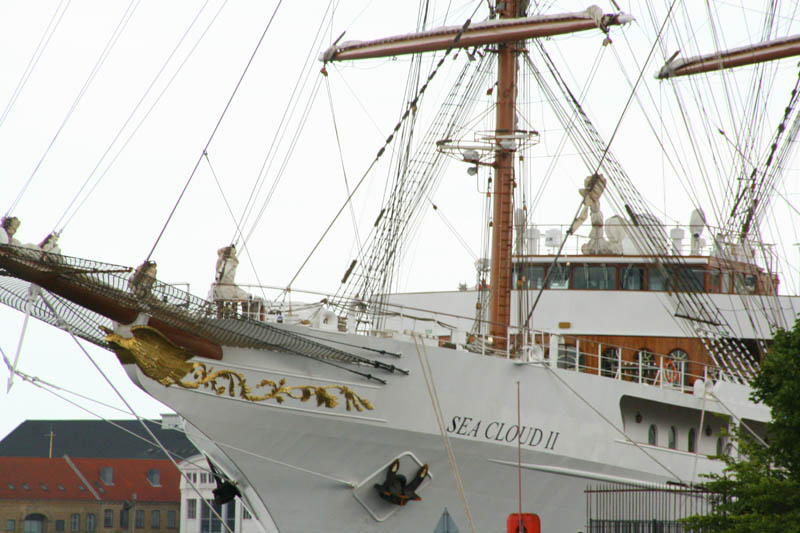
Le Sea Cloud II à Stockholm.

Le projet de construire un deuxième voilier de luxe date de 1994. Il devait rester dans l'esprit du Sea Cloud et offrir aux passagers la tradition de la grande marine à voile, mais avec le luxe et le confort des temps modernes.

La grande difficulté fut de trouver un chantier naval capable d'accomplir ce défi. Un premier chantier finlandais fut trouvé, mais sa faillite subite mena ce projet en Espagne, dans les chantiers de Figueras. Il fut terminé avec un an de retard.
Il fit sa croisière inaugurale en février 2001 le long des côtes espagnoles.
Il dispose de 47 cabines pour une capacité de 96 passagers.

## Album

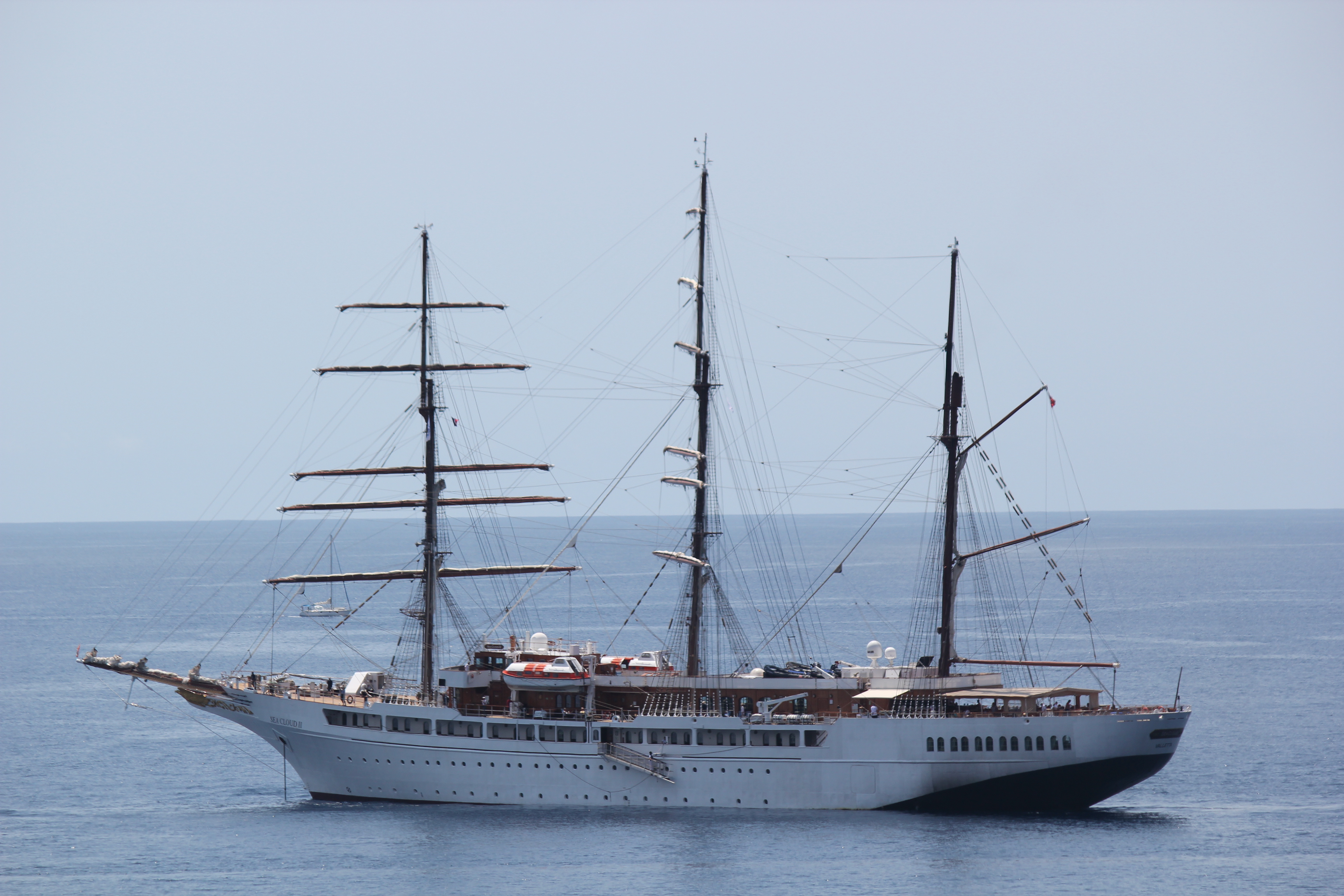
Le Sea Cloud II au mouillage en Martinique
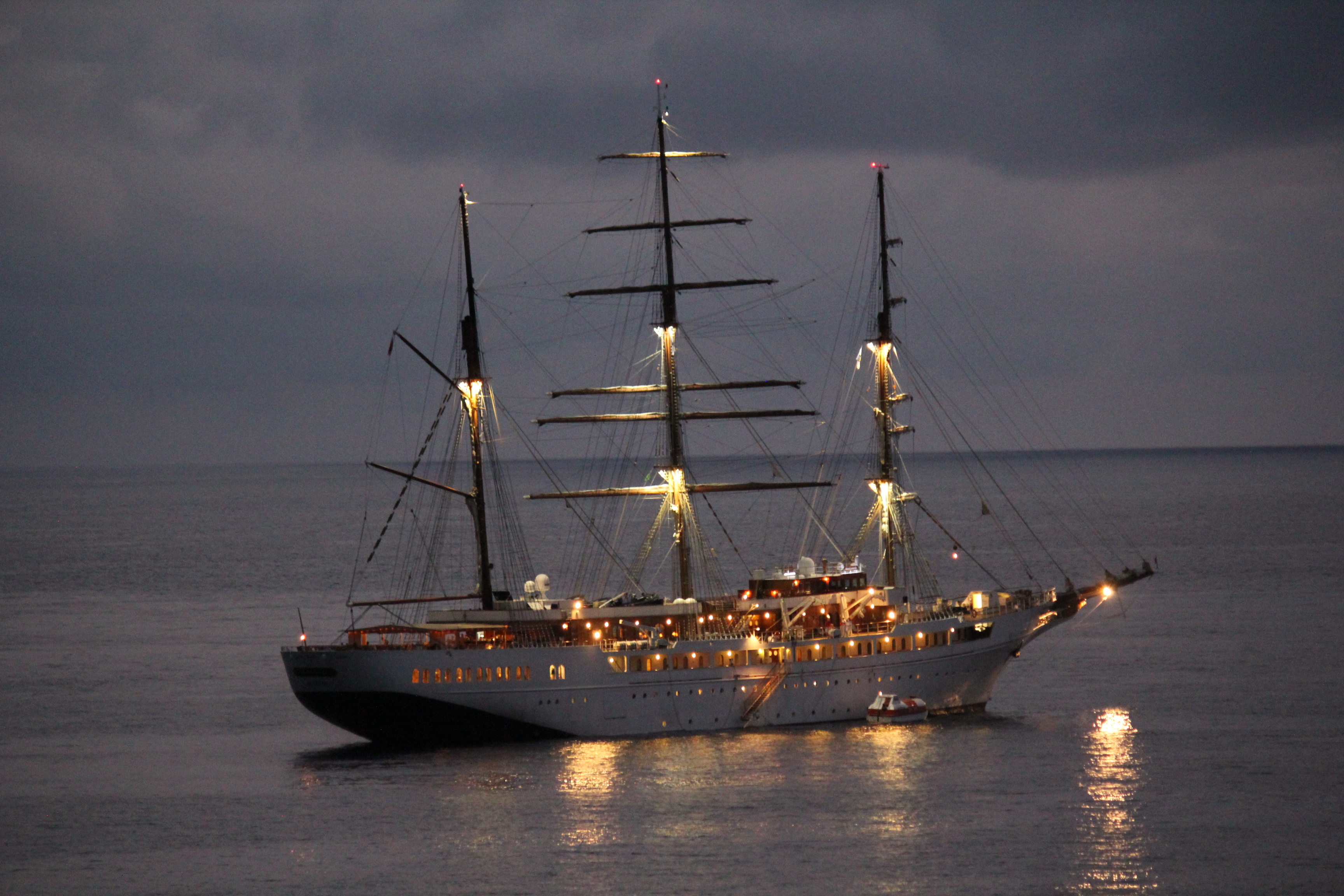
Le Sea Cloud II en soirée au mouillage en Martinique

### Prochain lancement
Le Sea Cloud Hussar a effectué son voyage inaugural en novembre 2010.

Il s'agit d'un trois-mâts de 135,7 m de long , 28 voiles pour 4 166 m2, et 69 cabines pour 136 passagers.